# Флуки, Иосиф Михайлович
Иосиф Михайлович Флуки (1769 — 1828) — директор Таганрогской коммерческой мужской гимназии (1807), профессор, и. о. директора Ришельевского лицея.

## Биография
И. М. Флуки родился в 1769 году в Канне. По национальности грек, Иосиф Флуке попал в Россию в 1771 году.
12 июня 1781 года поступил в Корпус чужестранных единоверцев кадетом. С 1787 по 1798 годы служил офицером Балтийского флота.
В 1807 году непродолжительное время был директором Таганрогской коммерческой мужской гимназии.
С 1807 года преподавал в Греческом кадетском корпусе, а с 1814 года был директором одесского Благородного института.
С 1818 по 1826 годы служил сначала 2-м, затем 1-м инспектором Ришельевского лицея; был профессором лицея, выслужил чин коллежского советника.
С 12 декабря 1821 года по 1 марта 1822 года исполнял обязанности директора Ришельевского лицея.
Был членом одесского «Библейского общества» и масонской ложи «Понт Евксинский».
Умер в 1828 году в Одессе.

## Семья
Сыновья:
- Михаил (1799—?), офицер русской армии; был членом той же одесской масонской ложи[2]
- Николай, выпускник Ришельевского лицея (1-й вып, 1821)
- Дмитрий (1804 — ?), воспитанник педагогического института, училища правоведения и политэкономии Ришельевского лицея (выпуски 1824, 1826 гг.)
- Эпаминонд, выпускник Ришельевского лицея (1828), прокурор Таганрогского коммерческого суда.